# Rezerwat przyrody Skałka Rogoźnicka
Rezerwat przyrody Skałka Rogoźnicka – rezerwat przyrody nieożywionej pomiędzy miejscowościami Rogoźnik i Maruszyna w województwie małopolskim, w powiecie nowotarskim. Pod względem geograficznym znajduje się na Pogórzu Gubałowskim, pod względem geologicznym przynależy do Pienińskiego Pasa Skałkowego. Utworzony został zarządzeniem Ministerstwa Leśnictwa i Przemysłu Drzewnego nr 132 z dnia 27 lipca 1961 roku.
Rezerwat znajduje się w pasie wzniesień nad prawym brzegiem potoku Trawny (dopływ Wielkiego Rogoźnika). Od południowej strony są tutaj duże łąki, od północy stromo opadający i porośnięty lasem  stok. Składa się z 3 części:
- Rogoźnicka Skałka wznosząca się na wysokość około 670 m n.p.m.[4]
- kamieniołom wschodni, w którym występują białe wapienie krynoidowe, białe muszlowce mikrytowe i czerwone muszlowce mikrytowe
- kamieniołom zachodni zawierający głównie czerwone, ale także szare i zielone margle  z Pustelni, formacji z Jaworek

Jest to niewielki i turystom mało znany rezerwat, gdyż nie prowadzi do niego żaden znakowany szlak turystyczny. Pod względem geologicznym jest to jednak obiekt unikalny w światowej skali. Zbudowany jest ze skał pochodzących z okresu paleogenu i mezozoiku, które w okresie późnej kredy i trzeciorzędu uległy bardzo silnym sfałdowaniom. Są to skały pochodzenia organicznego. Ich dolną część tworzą wyraźnie uławicowane sparytowe muszlowce amonitowe, górą przechodzące w muszlowce mikrytowe. Wśród muszlowców tych znajdują się muszle amonitów, ramienionogów, liliowców, sporadycznie także szkielety koralowców. Występują zarówno pełne muszle, jak i ich fragmenty, a całość jest dokładnie wymieszana.
Wedle informacji podanych na tablicy przy rezerwacie, obiekt ten został wpisany na Listę Światowego Dziedzictwa Geologicznego UNESCO. Informacja ta nie znajduje jednak potwierdzenia w oficjalnych dokumentach dotyczących ochrony obszaru.

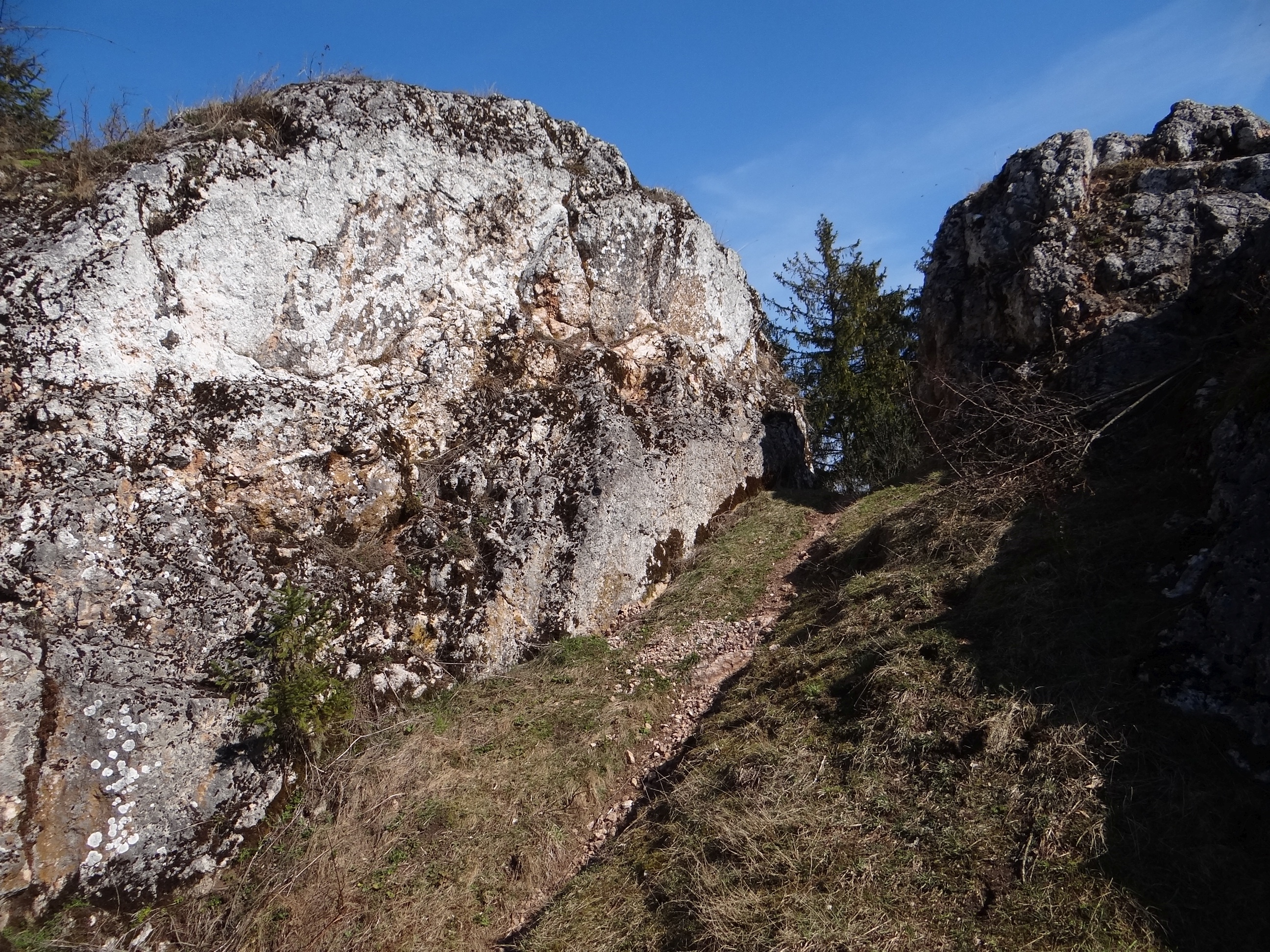
Rogoźnicka Skałka
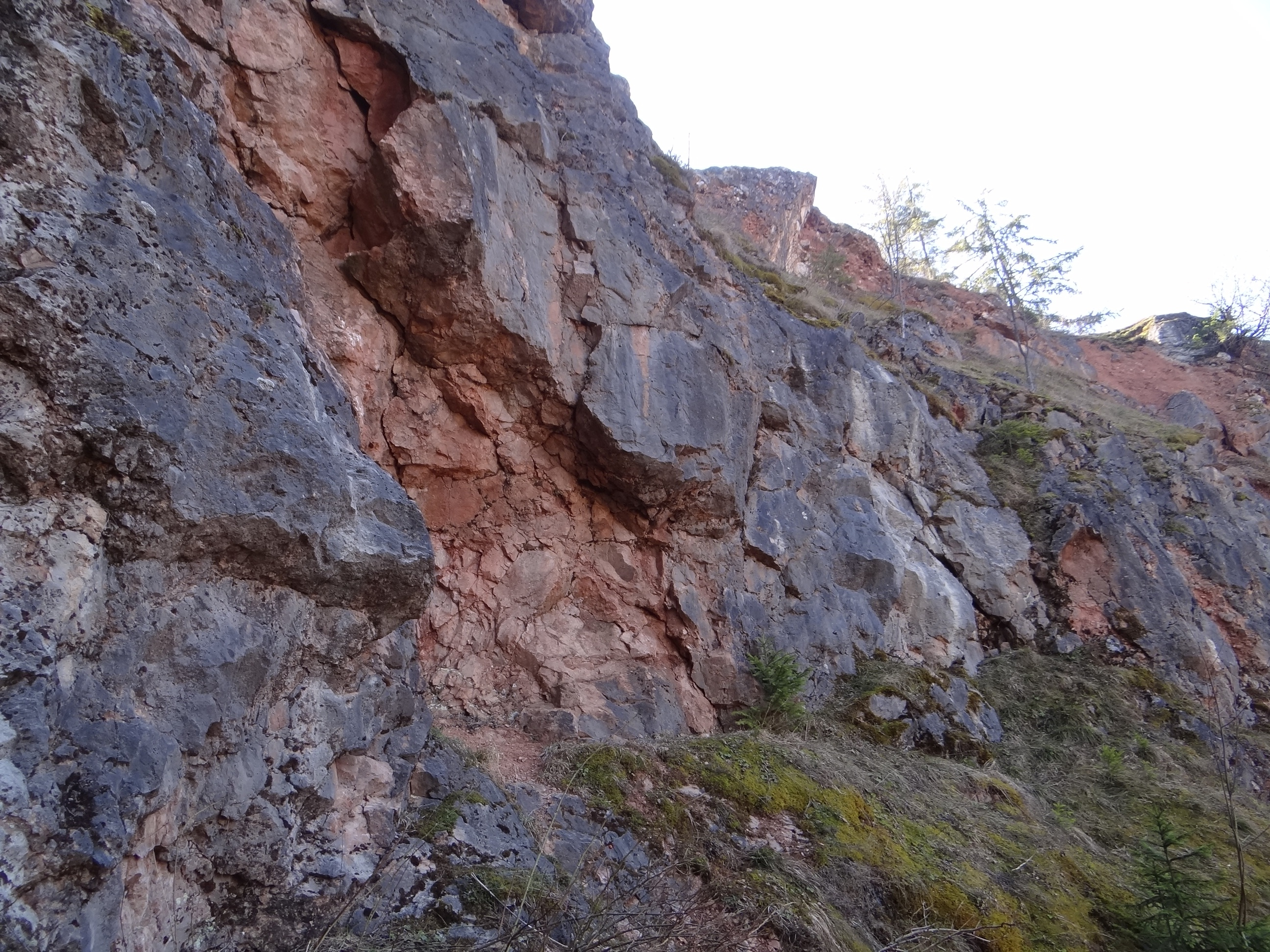
Skały z czerwonymi muszlowcami
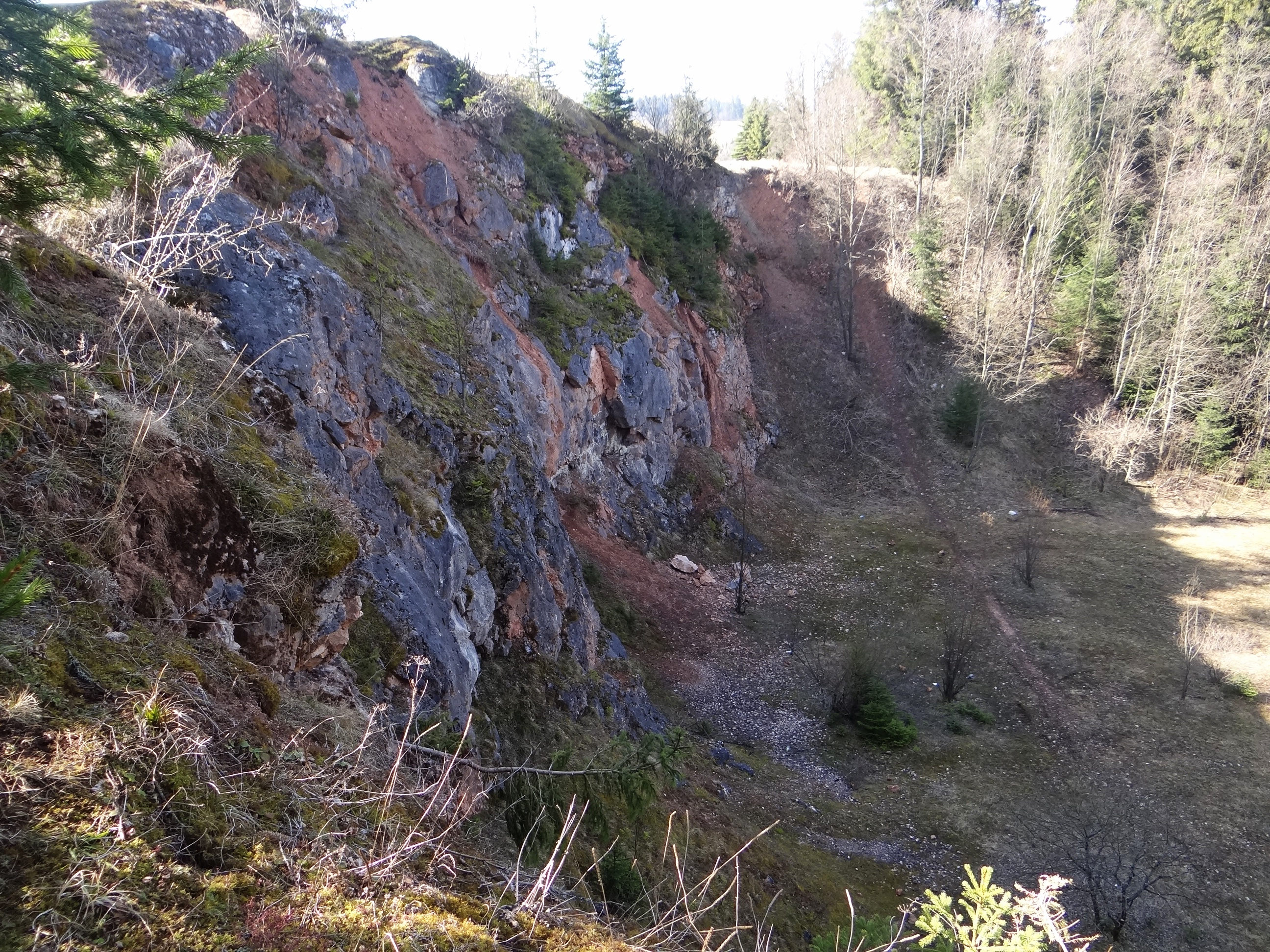
Kamieniołom wschodni